# Rok Ferlan
Rok Ferlan (* 26. Juli 1997 in Kranj) ist ein slowenischer Sprinter, der sich auf den 400-Meter-Lauf spezialisiert hat und aktuell Inhaber des Landesrekordes über diese Distanz ist.

## Sportliche Laufbahn
Erste Erfahrungen bei internationalen Meisterschaften sammelte Rok Ferlan im Jahr 2019, als er bei den U23-Europameisterschaften in Gävle mit 47,84 s in der ersten Runde über 400 Meter ausschied und auch mit der slowenischen 4-mal-400-Meter-Staffel mit 3:09,26 min im Vorlauf ausschied. 2021 gewann er bei den Balkan-Meisterschaften in Smederevo in 47,16 s die Silbermedaille über 400 m. Im Jahr darauf gewann er bei den Balkan-Hallenmeisterschaften in Istanbul in 3:10,47 min die Silbermedaille hinter Rumänien mit der Staffel und stellte damit einen neuen Landesrekord auf. Im Juni gewann er bei den Balkan-Meisterschaften in Craiova in 3:08,96 min die Bronzemedaille mit der Staffel hinter den Teams aus der Ukraine und der Türkei und über 400 Meter gelangte er mit 46,41 s auf Rang fünf. Anschließend wurde er bei den Mittelmeerspielen in Oran mit 3:05,12 min Vierter mit der Staffel. Im August verpasste er bei den Europameisterschaften in München mit 3:03,68 min den Finaleinzug mit der Staffel. 2023 wurde er bei der 2. Liga der Team-Europameisterschaft im Rahmen der Europaspiele in Chorzów in 46,06 s Sechster über 400 Meter und wurde in der Mixed-Staffel in 3:14,72 min Erster. Anschließend gewann er bei den Balkan-Meisterschaften in Kraljevo in 45,83 s die Bronzemedaille im Einzelbewerb hinter dem Ukrainer Oleksandr Pohorilko und Boško Kijanović aus Serbien. Zudem gewann er im Staffelbewerb in 3:07,32 min die Silbermedaille hinter dem ukrainischen Team. Im Jahr darauf gewann er bei den Balkan-Hallenmeisterschaften in Istanbul in 46,63 s die Silbermedaille über 400 Meter hinter dem Türken Berke Akçam und anschließend schied er bei den Hallenweltmeisterschaften in Glasgow mit 46,61 s im Halbfinale aus. Ende Mai siegte er in 45,69 s bei den Balkan-Meisterschaften in Izmir und sicherte sich im Staffelbewerb in 3:08,24 min die Bronzemedaille hinter den Teams aus der Ukraine und der Türkei. Kurz darauf schied er bei den Europameisterschaften in Rom mit 45,63 s im Halbfinale über 400 Meter aus.
2025 belegte er bei den Balkan-Hallenmeisterschaften in Belgrad in 47,68 s den achten Platz über 400 Meter und gewann mit der 4-mal-400-Meter-Staffel in 3:11,38 min die Silbermedaille hinter dem türkischen Team. Anschließend schied er bei den Halleneuropameisterschaften in Apeldoorn mit 47,33 s im Vorlauf über 400 Meter aus. Ende Juni wurde er bei der 2. Liga der Team-Europameisterschaft in Maribor in 44,70 s Zweiter über 400 Meter hinter dem Belgier Alexander Doom und stellte damit einen neuen Landesrekord auf, womit er Luka Janežič als Rekordhalter ablöste. Zudem wurde er mit der Mixed-Staffel in 3:15,71 min Dritter im A-Lauf. Anschließend gewann er bei den Balkan-Meisterschaften in Volos in 45,26 s die Silbermedaille über 400 Meter hinter dem Ukrainer Oleksandr Pohorilko und gewann mit der Männerstaffel in 3:07,01 min die Silbermedaille hinter dem ukrainischen Team.
In den Jahren 2019 und von 2023 bis 2025 wurde Ferlan slowenischer Meister im 400-Meter-Lauf im Freien sowie 2024 und 2025 in der Halle. Zudem wurde er 2025 auch Hallenmeister in der 4-mal-400-Meter-Staffel.

## Persönliche Bestleistungen
- 200 Meter: 21,05 s (+2,0 m/s), 14. Juni 2022 in Maribor
  - 200 Meter (Halle): 22,36 s, 9. Februar 2020 in Novo Mesto
- 400 Meter: 44,70 s, 28. Juni 2025 in Maribor (slowenischer Rekord)
  - 400 Meter (Halle): 46,61 s, 1. März 2024 in Glasgow